# The Autumn Defense
The Autumn Defense Es un grupo de indie rock estadounidense, compuesto por los multinstrumentistas John Stirratt y Pat Sansone.

## Historia
The Autumn Defense comenzó como un proyecto paralelo para John Stirratt (John Stirratt), conocido por su trabajo como el bajista para bandas de el-país Wilco y Tío Tupelo. En 1999, Stirratt comenzó a colaborar con el amigo Pat Sansone, conocido por su trabajo con Joseph Arthur y Josh Rouse, para producir rock / pop de los años 60. Su álbum de debut  The Green Hour  fue lanzado en la propia etiqueta de Broadmoor de Stirratt, con Stirratt haciendo la mayor parte de la escritura mientras que Sansone se centró en los aspectos técnicos de la grabación. La banda hizo un poco de gira por los Estados Unidos entre otros proyectos.
El dúo volvió a reunirse en 2002 para comenzar a trabajar en su álbum de seguimiento, el aclamado por la crítica  Circles (El álbum de Defensa de Otoño) | Circles ")  lanzado en 2003 en el Arena Rock Recording Co. etiqueta . La banda recibió la prensa en Mojo (Mojo), No hay depresión, No hay depresión y el Chicago Tribune Apoyó el lanzamiento con un viaje acertado del club a través de América y de Europa.
Desde el lanzamiento de  Circles  Sansone se ha unido a Stirratt como parte de la actual formación de seis hombres de Wilco.
Stirratt también lanzó un álbum con su hermana gemela Laurie, titulada "Arabella" en 2004. El álbum fue lanzado en Broadmoor Records.
El tercer disco de la banda se tituló en Estados Unidos el 16 de enero de 2007 en Broadmoor, mientras que los discos de Broken Horse emitieron "The Autumn Defense" en el Reino Unido / Europa el 25 de febrero de 2008. La banda se embarcó en una gira por Estados Unidos en febrero y marzo de 2007.
La defensa de otoño lanzó su cuarto LP titulado "Once Around" en noviembre de 2010 en Yep Roc Records. Su quinto LP, titulado "Fifth", fue lanzado el 28 de enero de 2014 en Yep Roc.

## Discografía
- The Green Hour (CD/LP) - Broadmoor - 2001
- Circles (CD/LP) - Arena Rock Recording Co. - 2003
- Birds, Beasts, & Flowers EP (split with Hem) - Arena Rock Recording Co. - 2003
- The Autumn Defense (CD) - Broadmoor - 2007
- Once Around (CD/LP) - Yep Roc - 2010
- Fifth (CD) - Yep Roc - 2014